# CNET
CNET (estilizado como c|net) es un sitio web de multimedia estadounidense que publica reseñas, noticias, artículos, blogs, pódcast y vídeos sobre tecnología y electrónica de consumo en todo el mundo. Fundada en 1994 por Halsey Minor y Shelby Bonnie, fue la marca insignia de CNET Networks y se convirtió en una marca de CBS Interactive a raíz de la adquisición de CNET Networks en 2008 por 1 800 millones de dólares. En un principio, CNET producía contenidos para la radio y la televisión, además de su sitio web, y ahora utiliza nuevos medios de distribución a través de su red de televisión por Internet, CNET Video y sus redes de pódcast y blogs.
Además, CNET tiene actualmente ediciones específicas por región y por idioma. Entre ellos figuran el Reino Unido, Australia, China, Japón, Francia, Alemania, Corea y España. Según los proveedores de análisis web, Alexa y SimilarWeb, CNET es la fuente de noticias de tecnología más leída en la Internet, con más de 200 millones de lectores por mes, figurando entre los 200 sitios web más visitados a nivel mundial, a partir de 2015.
En septiembre de 2020 CBS Interactive vendió CNET Networks (que incluía este portal y varios sitios web más) a Red Ventures. La transacción se completó el 30 de octubre de 2020.

## Polémica con los contenidos generados con inteligencia artificial
En enero del 2023 surgió una polémica ya que se detectó que una amplia variedad de artículos de la CNET habían sido generados a través de la inteligencia artificial. A raíz de esto y de que algunos de estos artículos posicionasen en las primeras páginas de las SERP de Google, el propio Google tuve que matizar en sus guidelines que no penalizaría contenido generado automáticamente si este fuese revisado por humanos, que es lo que ocurrió con los artículos de CNET. Sin embargo, sí se encontraron algunos errores "tontos" en algunos de estos artículos. Desde CNET se comentó que se estaba experimentando el uso de la inteligencia artificial. Una editora de CNET, Connie Guglielmo comentó lo siguiente “CNET está experimentando con un asistente de IA. Este es el por qué” y “El objetivo es ver si la tecnología puede ayudar a nuestra plantilla de reporteros y editores con su labor para cubrir temas desde una perspectiva de 360 grados”.
Tras esta polémica, en marzo de 2023, el jefe de editores de Estados Unidos (Connie Guglielmo) comenzó a planificar una estrategia para los siguientes artículos, en los que se haría uso de la inteligencia artificial.